# Hiên (huyện)
Hiên là tên một huyện cũ thuộc miền núi ở phía tây bắc tỉnh Quảng Nam, Việt Nam.
Huyện Hiên tồn tại đến ngày 20 tháng 6 năm 2003.

## Địa lý
Huyện Hiên nằm ở phía tây bắc tỉnh Quảng Nam, có vị trí địa lý:
- Phía đông giáp thành phố Đà Nẵng và huyện Đại Lộc
- Phía tây giáp Lào
- Phía nam giáp huyện Nam Giang
- Phía bắc giáp tỉnh Thừa Thiên Huế.

Trước khi giải thể vào năm 2003, huyện có diện tích 1.712,40 km², dân số là 34.203 người, mật độ dân số đạt 20 người/km².

## Lịch sử
Sau năm 1975, huyện Hiên thuộc tỉnh Quảng Nam - Đà Nẵng, gồm 14 xã: A Rooi, A Tiêng, A Vương, A Xan, Ba, Bha Lêê, Ch’ơm, Dang, Ka Dăng, Lăng, Mà Cooih, Sông Kôn, Tà Lu và Tư.
Ngày 25 tháng 7 năm 1978, chia xã Sông Kôn thành 2 xã: Sông Kôn và A Ting.
Ngày 29 tháng 8 năm 1994, Chính phủ ban hành Nghị định số 102-CP:
- Chia xã Tà Lu thành 3 đơn vị hành chính: 2 xã: Tà Lu, Za Hung và thị trấn Prao
- Chia xã A Xan thành 2 xã: A Xan và Tr'Hy.

Ngày 6 tháng 11 năm 1996, huyện Hiên thuộc tỉnh Quảng Nam vừa được tái lập.
Ngày 16 tháng 8 năm 1999, Chính phủ ban hành Nghị định số 71/1999/NĐ-CP. Theo đó:
- Thành lập xã Ga Ri trên cơ sở 4.703 ha diện tích tự nhiên và 1.004 người của xã Ch'ơm
- Thành lập xã A Nông trên cơ sở 5.164 ha diện tích tự nhiên và 853 người của xã A Tiêng
- Thành lập xã Jơ Ngây trên cơ sở 5.574 ha diện tích tự nhiên và 1.740 người của xã Sông Kôn.

Cuối năm 2002, huyện Hiên có thị trấn Prao và 20 xã: A Nông, A Rooi, A Tiêng, A Ting, A Vương, A Xan, Ba, Bha Lêê, Ch’ơm, Dang, Ga Ri, Jơ Ngây, Ka Dăng, Lăng, Mà Cooih, Sông Kôn, Tà Lu, Tr'Hy, Tư, Za Hung.
Ngày 20 tháng 6 năm 2003, Chính phủ ban hành Nghị định số 72/2003/NĐ-CP. Theo đó, chia huyện Hiên thành hai huyện Đông Giang và Tây Giang:
- Huyện Đông Giang có thị trấn Prao và 10 xã: A Rooi, A Ting, Ba, Jơ Ngây, Ka Dăng, Mà Cooih, Sông Kôn, Tà Lu, Tư, Za Hung.
- Huyện Tây Giang có 10 xã: A Nông, A Tiêng, A Vương, A Xan, Bha Lêê, Ch’ơm, Dang, Ga Ri, Lăng và Tr'Hy.